# Giustiniana Wynne

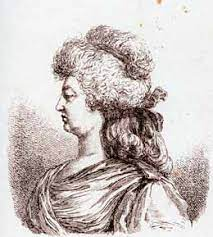
Giustiniana Wynne

Giustiniana Wynne (Venetië, circa 1737 – Padua, 22 augustus 1791), gravin-gemalin Rosenberg-Orsini, was een Britse schrijfster in de republiek Venetië. Wynne publiceerde in het Frans. Zij ondersteunde literaire salons in gegoede kringen van Venetianen, die het publiek vormden van haar werken.

## Levensloop

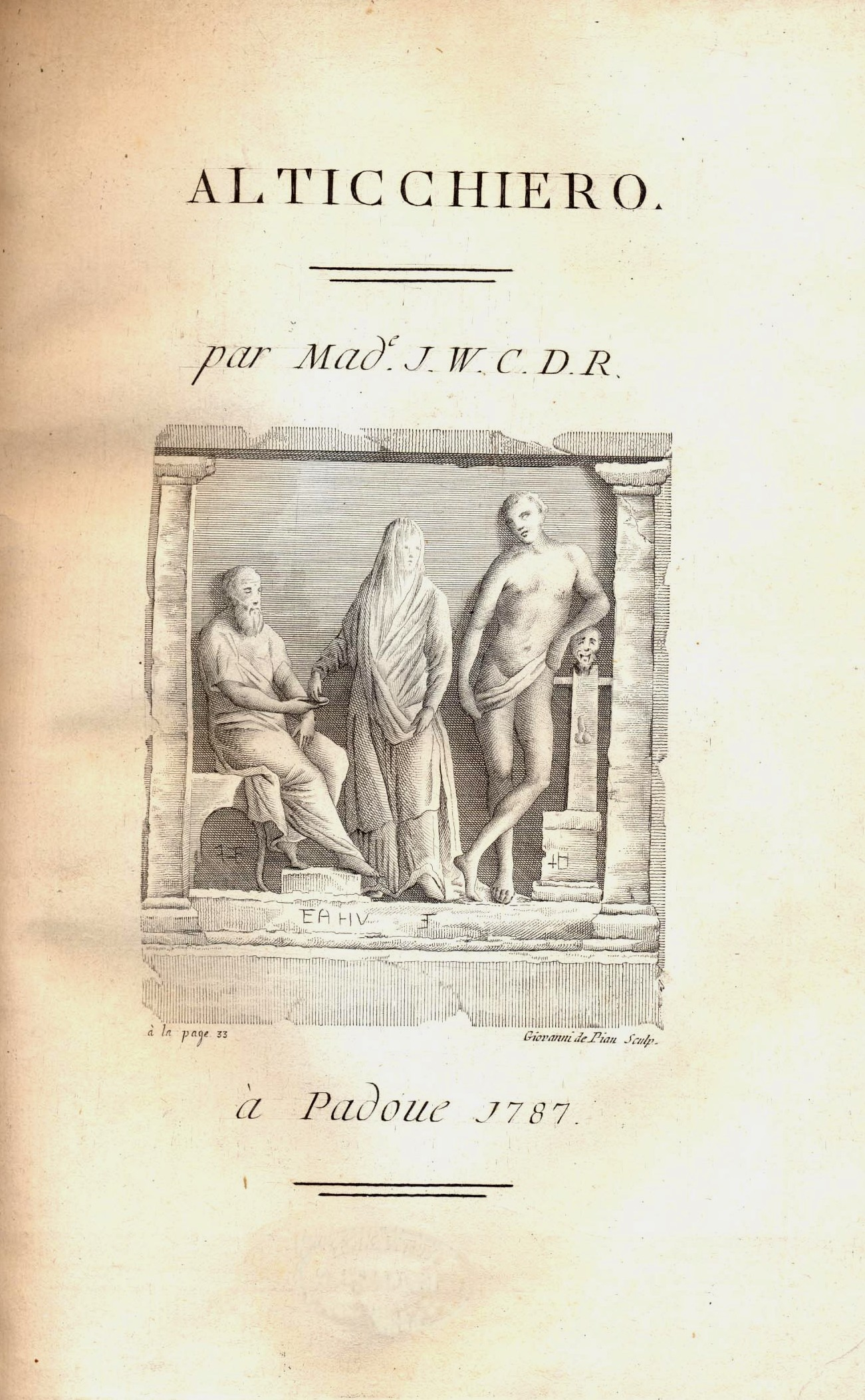
Alticchiero. Haar boek over het gelijknamige dorp nabij Padua

Wynne werd geboren als dochter van baronet William Wynne en Anna Gazzini in Venetië, hoofdstad van de gelijknamige republiek. Haar vader was Brits consul bij de doge van Venetië. Als twaalfjarig meisje verloor zij haar vader die overleed in Groot-Brittannië; zijzelf verbleef toen in de Parijse salons (1758). Kort nadien verloofde zij zich in Venetië met Le Riche de la Pouplinière, een mecenas en belastingsambtenaar. Tijdens haar verloving had de 16-jarige een affaire met Andrea Memmo, een telg uit een oud patriciërsgeslacht. Andrea Memmo was politicus en diplomaat. Nadat Wynne zwanger was van Memmo brak een schandaal los. De familie van la Pouplinière vervolgde haar met een proces. Dankzij de hulp van Casanova kon Wynne onderdak vinden in een klooster buiten Venetië. Later keerde zij terug naar Venetië, en dit zonder verdere procesvoering.
In 1761 huwde Wynne met graaf Philipp von Rosenberg-Orsini, Oostenrijks ambassadeur bij de doge. In 1765 trok het echtpaar zich terug op een landgoed in Karinthië. Eenmaal weduwe geworden keerde Wynne naar Venetië terug (1767). Daar hield de gravin-weduwe literaire salons. Vanaf 1782 verschenen haar verhalen, kleine gedichten en brieven bij uitgevers in Venetië en in Londen. Typische onderwerpen voor haar waren de maatschappelijke standen en hun onderlinge verhoudingen. Het publiek was deze van haar literaire salons en dus niet het grote publiek in de republiek Venetië.
Wynne verbleef meer en meer in Padua waar zij een villa betrok in het dorp Alticchiero nabij Padua. Voor literaire events keerde ze dan naar Venetië terug. Dit deed ze ook om bijvoorbeeld eredame te zijn van hoge gasten van de doge: kroonprins Paul van Rusland, de latere tsaar Alexander II of hertogin Anna Amalia van Brunswijk.
Zij stierf in Padua, waar haar stoffelijk overschot werd bijgezet in de kerk San Benedetto Vecchio. Een grafsteen herinnert hier nog aan. In Venetië bleef de herinnering aan haar nog jaren levendig omwille van haar fijne smaak en de latente schandaalsfeer.

## Werken
- Du séjour des comtes du Nord à Venise en janvier 1782. Lettre de madame la comtesse douarière des Ursins et Rosemberg à M Richard Wynne, son frère à Londres (1782)
- Pièces morales et sentimentales de madame Justine Wynne, comtesse de Rosenberg, écrites à une campagne (1785)
- Alticchiero, ou Description d’une maison de campagne située au village de ce nom, près Padoue (1787)
- A André Memmo chevalier de l’Etoile d’Or et procurateur de Saint Marc, à l’occasion du mariage de sa fille Ainée avec Louis Mocenigo (1787)
- Les Morlaques (1788).